# Cicadas (Rongga)
Cicadas is een bestuurslaag in het regentschap Bandung Barat van de provincie West-Java, Indonesië. Cicadas telt 4995 inwoners (volkstelling 2010).